# Anougal
Anougal (franska: Anougal (CR), Anougal (Commune Rurale), arabiska: امزميز) är en kommun i Marocko.   Den ligger i provinsen Al Haouz och regionen Marrakech-Safi, i den centrala delen av landet, 300 km söder om huvudstaden Rabat. Antalet invånare är 4 169.